# Melanochromis johannii
Melanochromis johannii är en fiskart som först beskrevs av Eccles, 1973.  Melanochromis johannii ingår i släktet Melanochromis och familjen Cichlidae. IUCN kategoriserar arten globalt som sårbar. Inga underarter finns listade i Catalogue of Life.